# 淡紅銀鉱
淡紅銀鉱 （たんこうぎんこう）（proustite）は紅色を呈し、よく似た濃紅銀鉱とともに ルビー・シルバー（紅銀鉱）と呼ばれ、銀の重要な鉱石鉱物である。

## 概要
大きな結晶として得られることは少ないため、色から辰砂と間違われることがある。濃紅銀鉱のアンチモンがヒ素に置き換わった鉱物であるが、見た目や性質(へき開、条痕(赤))、産出域などが濃紅銀鉱と同一である。判別方法は、濃紅銀鉱と比べて僅かに淡いとされるが、外観上の色から判断するのは極めて困難である。
それなりの大きさのある結晶は、やや半透明とも、ほぼ不透明ともいえる濃紅色を呈し、表面は金属光沢などを有し美しい。宝石扱いには至らないものの、濃紅銀鉱とともに鉱物収集家には人気がある。光などにより劣化･退色しやすいため保管には注意が必要である。
同質異像には黄粉銀鉱（単斜晶系）がある。